# YUMING SPECTACLE SHANGRILA
YUMING SPECTACLE SHANGRILA（ユーミン スペクタクル シャングリラ）は、日本で開催された松任谷由実のコンサートツアーの名称。総合演出は、夫である松任谷正隆。

## 概要
「サーカスやアーティスティックスイミング、フィギュアスケートと一体化したコンサートを作りたい。」との発案で開催された、松任谷由実が行った、世界でも類を見ないコンサートツアー。実際には「コンサート」とも、「ミュージカル」とも、「サーカス（アーティスティックスイミング、フィギュアスケート）」とも違う、一つのジャンルでは形容することが出来ない内容になった。それゆえチケットも通常のツアーに比べて高額で、1万円は優に超えていた。反面、通常のツアーのような年齢制限（6歳未満入場禁止）はなかった。
1999年6月12日に初公演を行い、その後4年後に「SHANGRILA II」、8年後に「SHANGRILA III」が行われた。なお、4年ごとに行われていた公演も、松任谷正隆より「これを超えるシャングリラ公演は、もう出来ない。」という見解により、2007年9月17日の公演を持って、シャングリラ公演が完結した。

## デイリーヤマザキ YUMING SPECTACLE 「SHANGRILA」
- 初のシャングリラ公演。ツアータイトルに「I」という記載は無いが、通常「I」として認識されている。
- 「ヤマザキデイリーストアー」「サンエブリー」を統合した「デイリーヤマザキ」が冠スポンサーとなった。
- 構想4年、総製作費30億円以上と言われている。
- 会場の半分のスペースを使ってステージが組まれ、アリーナに巨大なプールが設えられた。また公演途中には、プールは特殊な板により、アイススケートの演出も行えるようになっていた。
- 当初の開催期間は、1999年6月12日 - 8月22日。当初は、5ヶ所（東京・横浜・名古屋・大阪・福岡）29日間29公演だった。なお、チケット代が当時としてはかなり高額な7,500円 - 11,500円であったにもかかわらず、シャングリラ公演の前評判もあり、チケットは一般発売日初日で全公演完売。急遽15公演を追加（追加公演も、全公演完売）し、合計5ヶ所44日間44公演というロングラン公演となった。32万人を動員[1]
- テーマはタイトル通り「理想郷」。4つの世界を表現したオムニバス形式の展開となった。
- 「I」は、サーカスとアーティスティックスイミングとのコラボレーションが中心となった演出となり、ロシアからサーカス団や特別編成されたロシアのアーティスティックスイミングのチームと、ユーミンの楽曲がコラボレーションされた豪華絢爛なコンサートとなった。
- この公演は、後に「YUMING SPECTACLE SHANGRILA 1999」として、ビデオ・DVD化された。

## 明治生命・安田生命　YUMING SPECTACLE 「SHANGRILA II〜氷の惑星〜」
- 現在の「明治安田生命」となる前にすでに合併が決まっていた「明治生命」と「安田生命」が冠スポンサーとなった[2]。
- 前回の公演が終了後から構想が練られており、総制作費は50億円以上と言われている。
- 巨大な難破船セットが組まれ、その難破船の前に会場の半分をステージに使いアリーナには、本物の氷を用いた広大なスケートリンクが設置された。
- 開催期間は、2003年6月7日 - 9月15日、7ヶ所（仙台・東京・横浜・名古屋・大阪・広島・福岡）で開催。当初は、39日間48公演だったが、名古屋・大阪・広島にて計3日間3公演追加された。また（追加を含む）42日間のうち、12日間は1日2回公演にて開催された。ユーミンが1日に2回公演するのは、1981年 - 1982年に開催された「昨晩お会いしましょう」のツアー以来、22年ぶりのこととなった。
- 日本公演が終了後、前年の「acaciaツアー」に続き、10月10日 - 10月11日には香港公演（香港コロシアム）が開催された。当初はアジア広域でサーズが流行り開催が懸念されたが、ぎりぎりまで検討され、8月末に香港公演も行うことを発表した。
- 「II」は、サーカスとフィギュアスケートとのコラボレーションが中心となった演出となり、主人公がタイムマシーンに乗った後、辿り着いた先で発見した「時空の彼方で置き去りとなっている爆破された難破船『シャングリラ』号」の周りで繰り広げられる様々な世界観が展開された。
- この公演は、後に「YUMING SPECTACLE SHANGRILA II」として、ビデオ・DVD化された。

## TOTO 90th ANNIVERSARY YUMING SPECTACLE 「SHANGRILA III〜ドルフィンの夢〜」
- 創業90周年を迎えた「TOTO」が冠スポンサーとなった。
- 本公演も、前回の公演が終了後から構想が練られており、総制作費は40億円以上（ただし全終了後、公式ファンクラブの会報においてプロデューサー松任谷正隆は「あくまで製作段階の数字であり、実際には前回（約50億円）よりかかっているとだけは言える」と発言」）[3]。
- シャングリラ公演としては初めてセンターステージを採用。そのセンターステージには、約12秒で床面がプールに変わるステージセットを採用し、今までに誰も成し得なかったステージを演出・展開することが可能となった。
- 開催期間は、2007年6月30日 - 9月17日、6ヶ所（東京・横浜・名古屋・大阪・広島・福岡）で開催。当初は、32日間34公演だったが、東京にて計2日間2公演追加、さらに再追加公演として東京で1日公演追加された。また（追加を含む）42日間のうち、3日間は1日2回公演にて開催された。なお、7月14日の広島公演は、台風の影響により7月16日に延期された。
- 「III」は、ヴィルジニー・デデューを主役とし、物語が作られた。内容は、サーカスとアーティスティックスイミングとのコラボレーションが中心となった演出となり、デデューが演ずるイルカの叶わなかった夢が物語の主題となっている。また葬式の演出もあり、「シャングリラのお葬式」も兼ねた演出となった。またこの公演は、物語のつなぎの役目をしていた「クラウン」の演出は無い。
- この公演は、後日「YUMING SPECTACLE SHANGRILA III〜A DREAM OF DOLPHINE〜」として、DVD化された。また、自身としては初のBlu-ray Discとしても発売した。